# روبرت تشارلز بارنيبي
روبرت تشارلز بارنيبي (1911-2000) (بالإنجليزية: Rupert Charles Barneby)‏ هو عالم نبات أمريكي.